# Route 480 (Terre-Neuve-et-Labrador)
Pour les articles homonymes, voir Route 480.
La route 480 est une route provinciale secondaire de la province de Terre-Neuve-et-Labrador, située dans le sud-ouest de l'île de Terre-Neuve. Elle relie la route Transcanadienne à Burgeo sur une distance de 154 kilomètres. Traversant une zone très isolée de l'île, elle est une route faiblement empruntée et son revêtement est asphalté sur l'entièreté de son tracé. 

## Tracé
La route 480 débute au nord-ouest du parc provincial de Barachois Pond, au croisement de la route Transcanadienne, la route 1, entre Channel-Port-aux-Basques et Corner Brook, à l'est de Stephenville. Elle s'oriente vers l'est sur une distance de 52 kilomètres, traversant une région isolée, traversant notamment les montagnes Long Range, puis elle croise la route 370 à proximité de Buchans. C'est à cette intersection qu'elle s'oriente vers le sud, et ce, sur une distance de 102 kilomètres jusqu'à Burgeo. Sur cette section de 102 kilomètres, la vigilance est de mise car aucun service n'y est offert et la présence d'animaux sauvages est très élevée. La route rejoint finalement Burgeo, le long de l'océan Atlantique, où elle se termine.

## Communautés traversées
- Burgeo, seulement

## Parcs provinciaux
- Parc provincial de Barachois Pond
- Parc provincial Sandbanks